# 水平航空
水平航空（英語：LEVEL）是一家由國際航空集團於2017年所成立的一家長程航線低成本航空公司，是一家與挪威穿梭航空相竞争的航空公司。

## 機隊

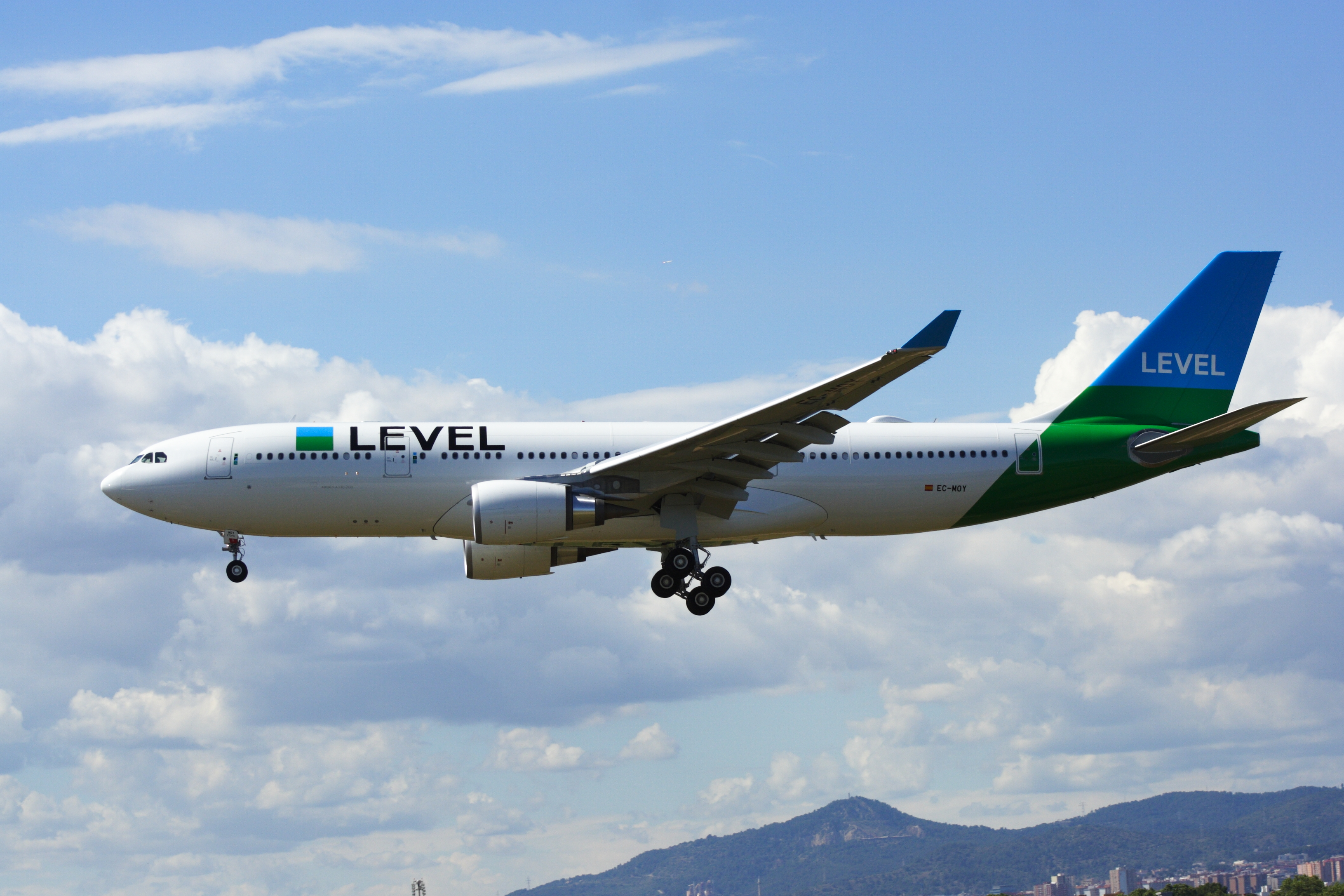
水平航空的空中巴士A330-202在巴塞隆納-埃爾普拉特機場

## 代碼共享航空公司
截至2017年7月，水平航空與以下航空公司具有代碼共享關係：
- 美國航空
- 伏林航空
- 英國航空

## 航點
| 國家   | 城市           | 机场                         | 備註                                |
| ------ | -------------- | ---------------------------- | ----------------------------------- |
| 西班牙 | 巴賽隆納       | 巴塞隆納-埃爾普拉特機場      | 樞紐機場                            |
| 美国   | 洛杉磯         | 洛杉磯國際機場               | 每週兩班                            |
| 美国   | 奧克蘭         | 奧克蘭國際機場               | 每週三班                            |
|        | 蓬塔卡納       | 蓬塔卡納國際機場             | 每週兩班                            |
| 阿根廷 | 布宜諾斯艾利斯 | 埃塞薩皮斯塔里尼部長國際機場 | 每週三班，2017年10月29日增至每週5班 |

## 艙等及服務

### 優質經濟艙
所有A330飛機均提供優質經濟艙。客艙設有21個可傾斜座椅，配有37吋寬座位，2-3-2佈局，每個座椅配有12吋電視屏幕和降噪耳機。乘客需要提供全套三道菜的餐點，並可以使用無線網絡。

### 經濟艙
水平航空經濟艙以2-4-2方式配置了293個座位。座位配有9吋座椅靠背電視屏幕，配有各種電影和電視節目，乘客可以購買Wi-Fi，最低票價乘客可以購買餐飲和行李箱。

## 常旅客計劃
水平航空的常旅客計劃是AVIOS。

## 外部連結
- FB連結
- 一般連結 （页面存档备份，存于）